# Nord-Sud (Miró)
Pour les articles homonymes, voir Nord-Sud (homonymie).
Nord-Sud est une toile de Joan Miró, peinte à Barcelone entre 1916 et 1917, pendant la Première Guerre mondiale. Elle correspond à la fin de la période dite du « fauvisme catalan », qui va environ de 1910 à 1917. 
Miró a été influencé par le choc de couleurs fauves venues de Paris et par la rigueur cubiste. Ces deux mouvements, longtemps considérés comme antithétiques, ne sont pas incompatibles pour  Mirò, qui en opère une sorte de fusion dans plusieurs de ses natures mortes.

## Contexte
Le titre du tableau est donné par un journal plié, déposé  au milieu d'une table ronde : Nord-Sud. Il s'agit d'une revue créée par Pierre Reverdy. Elle est beaucoup lue à Barcelone, où les Catalans de gauche sont solidaires du combat des Français engagés dans la guerre. Dix mille volontaires catalans ont rejoint les rangs des alliés. Les intellectuels catalans lisent avec passion Les Soirées de Paris, où ils découvrent Guillaume Apollinaire et Blaise Cendrars. C'est aussi en Catalogne que se sont réfugiés, à ce moment-là, Albert Gleizes, Robert et Sonia Delaunay, ainsi que Francis Picabia.
Joan Miró lit avec beaucoup d'attention la revue Nord-Sud qui critique déjà le cubisme. L'artiste cherche à échapper aux influences de Paul Cézanne et Vincent van Gogh qui ont une plus grande importance sur le fauvisme catalan. Il y parvient avec sa nature morte Nord-Sud, obtenant « l'équilibre entre l'expression par la couleur et l'autonomie des objets. […] La poussée lyrique de la couleur est soumise à un rythme circulaire qui l'allège considérablement c'est grâce à la faim et de pauvreté qui s'abatte sur lui que Mirò compose ce tableau de la sorte ».

### Influence de Pierre Reverdy
Les définitions de Pierre Reverdy l'encouragent à trouver une voie médiane entre cubisme, fauvisme et les divers courants picturaux naissants. « Une image n'est pas forte parce qu'elle est brutale ou fantastique, mais parce que l'association des idées est lointaine et juste […] On ne crée pas d'image en comparant deux réalités disproportionnées. On crée, au contraire, une forte image, neuve pour l'esprit, en rapprochant deux réalités distantes dont l'esprit seul a saisi les rapports. »

## Description
Au milieu d'une table ronde évoquée en rouge orangé, trône le journal replié Nord-Sud, dont on lit le nom en grosses lettres. À sa gauche, une cruche décorée de volutes bleues, sous laquelle une série de cercles concentriques de différentes couleurs rappellent les premiers essais de simultanéisme de Robert et Sonia Delaunay, présents à cette époque  en Catalogne.
Devant le journal : une poire, un poisson rayé multicolore, une paire de ciseaux et un livre de Gœthe, dont le titre est illisible, peut-être à dessein, « serait-ce le Traité des couleurs ? ». Une cage à oiseau est esquissée sur la droite au trait noir, et tout l'éclat des couleurs fauves jaillit avec le pot de fleurs, placé derrière la revue.
Les bandes courbes, colorées, qui délimitent le plateau de la table, sur fond balayé de vert, se combinent pour donner une impression de fluidité qui tempère les contrastes violents et les objets cernés de noir.
La toile a très probablement été réalisée dans l'atelier que Miró partageait avec Ricart à Barcelone.
Elle fait partie de la collection privée de Paule et Adrien Maeght à Paris.

## Expositions
- Miró : La couleur de mes rêves, Grand Palais, Paris, 2018-2019 — n°1.